# Biathlon-Weltmeisterschaften 2011

Logo der WM

Die 44. Biathlon-Weltmeisterschaften fanden vom 3. bis zum 13. März 2011 im sibirischen Chanty-Mansijsk statt.
2010 hatte es wegen der Olympischen Winterspiele in Vancouver nur die Weltmeisterschaft in der nichtolympischen Mixed-Staffel – ebenfalls ausgetragen in Chanty-Mansijsk – gegeben.

## Wahl des Austragungsorts

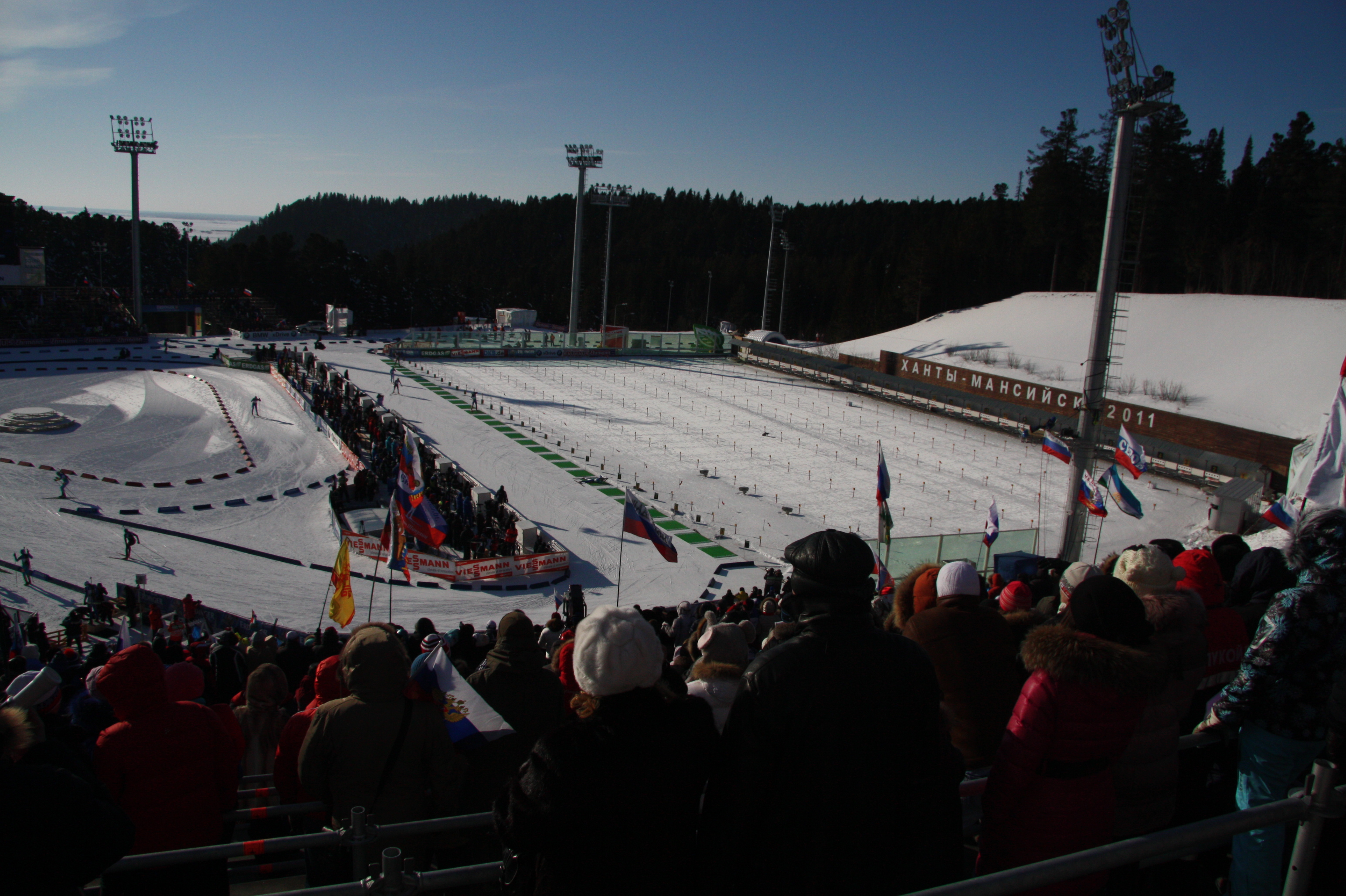
Das Biathlonstadion während der Weltmeisterschaften

Chanty-Mansijsk hatte sich mit 27 zu 20 Stimmen gegen die tschechische Stadt Nové Město na Moravě durchgesetzt, die sich erstmals um die Austragung von Biathlon-Weltmeisterschaften beworben hatte. Nové Město erhielt stattdessen den Zuschlag als Gastgeber der Biathlon-Juniorenweltmeisterschaften 2011. Die belarussische Stadt Minsk hatte die Kandidatur schon vor der Abstimmung zurückgezogen.

## Wettbewerbe
Die Wettbewerbe waren identisch mit denen der letzten Komplettweltmeisterschaften 2009 in Pyeongchang. Ausgetragen wurden mit Sprint, Verfolgung, Einzelwettkampf, Massenstart und Staffel je fünf Disziplinen für Frauen und Männer. Als elfter Wettbewerb kam die bei Weltmeisterschaften erstmals 2005 ins Programm aufgenommene Mixed-Staffel hinzu, die mit festen Regeln inzwischen fester Bestandteil bei Weltmeisterschaften war und 2014 auch olympisch wurde.

## Doping
Bei diesen Weltmeisterschaften gab es einen Dopingfall. Betroffen war die nach dem Ende der laufenden Weltcup-Saison vom Leistungssport zurückgetretene Ukrainerin Oksana Chwostenko. Sie wurde positiv auf das verbotene Mittel Ephedrin getestet. Die Athletin versuchte die zu hohen Werte mit der Einnahme eines Hustensafts gegen eine Erkältung zu erklären, den sie ohne Absprache mit Ärzten während der Wettkämpfe weiter eingenommen habe, was allerdings nicht zu ihrer Entlastung von ihrem Dopingverstoß führte. Ihre bei den Weltmeisterschaften erzielten Resultate wurden ihr aberkannt und sie erhielt trotz ihres Rücktritts außerdem noch eine Sperre bis zum 12. März 2012.
Betroffen von den annullierten Ergebnissen war vor allem die Silbermedaille der ukrainischen Frauenstaffel, darüber hinaus auch Rang acht ihrer Mixed-Staffel.

## Zeitplan
| Datum        | Uhrzeit       | Männer        | Frauen        |
| ------------ | ------------- | ------------- | ------------- |
| Do, 03. März | 12:30         | Mixed-Staffel | Mixed-Staffel |
| Sa, 05. März | 10:00 / 14:00 | Sprint        | Sprint        |
| So, 06. März | 10:00 / 12:30 | Verfolgung    | Verfolgung    |
| Di, 08. März | 13:15         | Einzel        |               |
| Mi, 09. März | 13:15         |               | Einzel        |
| Fr, 11. März | 14:00         | Staffel       |               |
| Sa, 12. März | 14:30 / 12:30 | Massenstart   | Massenstart   |
| So, 13. März | 11:00         |               | Staffel       |

## Resultate Männer

### Sprint 10 km
| Platz | Sportler            | Zeit/Rückstand | Schießfehler |
| ----- | ------------------- | -------------- | ------------ |
| 01    | Arnd Peiffer        | 024:34,0 min   | 1 (0+1)      |
| 02    | Martin Fourcade     | +13,0 s        | 2 (2+0)      |
| 03    | Tarjei Bø           | +25,2 s        | 1 (1+0)      |
| 04    | Andrei Makowejew    | +30,0 s        | 0 (0+0)      |
| 05    | Emil Hegle Svendsen | +30,4 s        | 2 (1+1)      |
| 06    | Andreas Birnbacher  | +31,8 s        | 1 (0+1)      |
| 07    | Christoph Stephan   | +34,8 s        | 1 (1+0)      |
| 08    | Edgars Piksons      | +42,9 s        | 1 (1+0)      |
| 09    | Michael Greis       | +53,4 s        | 2 (1+1)      |
| 10    | Andrij Derysemlja   | +54,9 s        | 1 (0+1)      |
| …     |                     |                |              |

Datum: Samstag, 5. März 2011, 10:00 Uhr

### Verfolgung 12,5 km
| Platz | Sportler            | Zeit/Rückstand | Schießfehler |
| ----- | ------------------- | -------------- | ------------ |
| 01    | Martin Fourcade     | 033:02,6 min   | 3 (0+1+2+0)  |
| 02    | Emil Hegle Svendsen | 0+3,8 s        | 2 (0+0+1+1)  |
| 03    | Tarjei Bø           | 0+5,2 s        | 2 (0+0+1+1)  |
| 04    | Arnd Peiffer        | 0+5,8 s        | 2 (0+0+1+1)  |
| 05    | Andreas Birnbacher  | +1:04,0 min    | 2 (0+0+1+1)  |
| 06    | Simon Fourcade      | +1:23,7 min    | 1 (0+0+1+0)  |
| 07    | Andrij Derysemlja   | +1:30,3 min    | 2 (0+0+1+1)  |
| 08    | Michal Šlesingr     | +1:35,0 min    | 4 (2+0+2+0)  |
| 09    | Lukas Hofer         | +1:36,9 min    | 4 (0+3+0+1)  |
| 10    | Björn Ferry         | +1:37,0 min    | 3 (1+0+1+1)  |
| …     |                     |                |              |

Datum: Sonntag, 6. März 2011, 10:00 Uhr
Andreas Birnbacher erhielt wegen Frühstarts gemäß Paragraph 5.3 der IBU-Disziplinarregeln eine Zeitstrafe von 30 Sekunden. Die Zeitstrafe hatte für ihn keine Auswirkung auf seine Platzierung als Fünfter.

### Einzel 20 km
| Platz | Sportler             | Zeit/Rückstand | Schießfehler |
| ----- | -------------------- | -------------- | ------------ |
| 01    | Tarjei Bø            | 048:29,9 min   | 1 (0+0+1+0)  |
| 02    | Maxim Maximow        | +40,0 s        | 0 (0+0+0+0)  |
| 03    | Christoph Sumann     | +45,5 s        | 1 (0+0+0+1)  |
| 04    | Emil Hegle Svendsen  | +49,7 s        | 2 (0+2+0+0)  |
| 05    | Björn Ferry          | +1:16,9 min    | 1 (0+1+0+0)  |
| 06    | Ole Einar Bjørndalen | +1:24,3 min    | 1 (0+0+0+1)  |
| 07    | Michael Greis        | +1:25,5 min    | 1 (0+1+0+0)  |
| 08    | Andreas Birnbacher   | +1:27,5 min    | 1 (1+0+0+0)  |
| 09    | Maxim Tschudow       | +1:40,7 min    | 0 (0+0+0+0)  |
| 10    | Martin Fourcade      | +1:46,2 min    | 3 (0+0+1+2)  |
| …     |                      |                |              |

Datum: Dienstag, 8. März 2011, 13:15 Uhr

### Massenstart 15 km
| Platz | Sportler             | Zeit/Rückstand | Schießfehler |
| ----- | -------------------- | -------------- | ------------ |
| 01    | Emil Hegle Svendsen  | 038:42,7 min   | 1 (0+0+0+1)  |
| 02    | Lukas Hofer          | +14,3 s        | 1 (0+0+0+1)  |
| 03    | Tarjei Bø            | +23,3 s        | 2 (0+0+0+2)  |
| 04    | Iwan Tscheresow      | +24,2 s        | 1 (0+0+1+0)  |
| 05    | Ole Einar Bjørndalen | +28,8 s        | 1 (1+0+0+0)  |
| 06    | Andrei Makowejew     | +49,8 s        | 0 (0+0+0+0)  |
| 07    | Arnd Peiffer         | +53,7 s        | 3 (2+0+0+1)  |
| 08    | Simon Eder           | +54,2 s        | 2 (1+0+0+1)  |
| 09    | Martin Fourcade      | +54,8 s        | 3 (0+0+1+2)  |
| 10    | Fredrik Lindström    | +56,2 s        | 1 (1+0+0+0)  |
| …     |                      |                |              |

Datum: Samstag, 12. März 2011, 14:30 Uhr
Der ursprüngliche Silbermedaillengewinner Jewgeni Ustjugow wurde wegen Dopings nachträglich disqualifiziert. Die anderen Athleten rückten entsprechend einen Platz auf; Lukas Hofer erhielt die Silber- und Tarjei Bø die Bronzemedaille.

### Staffel 4 × 7,5 km
| Platz | Land / Sportler                                                                                  | Zeit/Rückstand | Strafrunden + Nachlader                  |
| ----- | ------------------------------------------------------------------------------------------------ | -------------- | ---------------------------------------- |
| 01    | Norwegen 0000Ole Einar Bjørndalen 0000Alexander Os 0000Emil Hegle Svendsen 0000Tarjei Bø         | 1:16:13,9 h00  | 0+2 2+8 0+0 0+0 0+0 1+3 0+1 0+2 0+1 1+3  |
| 02    | Ukraine 0000Oleksandr Bilanenko 0000Andrij Derysemlja 0000Serhij Semenow 0000Serhij Sednjew      | 0+28,0 s       | 0+4 0+6 0+1 0+2 0+0 0+1 0+2 0+1          |
| 03    | Schweden 0000Fredrik Lindström 0000Magnus Jonsson 0000Carl Johan Bergman 0000Björn Ferry         | 0+31,8 s       | 0+5 0+10 0+1 0+2 0+0 0+3 0+2 0+3 0+2 0+2 |
| 04    | Italien 0000Christian De Lorenzi 0000René-Laurent Vuillermoz 0000Lukas Hofer 0000Markus Windisch | 0+38,1 s       | 0+5 1+6 0+2 0+2 0+1 0+1 0+1 0+0 0+1 1+3  |
| 05    | Vereinigte Staaten 0000Lowell Bailey 0000Jay Hakkinen 0000Tim Burke 0000Leif Nordgren            | 0+38,1 s       | 0+6 0+8 0+1 0+2 0+3 0+2 0+0 0+2 0+2 0+2  |
| 06    | Deutschland 0000Christoph Stephan 0000Andreas Birnbacher 0000Arnd Peiffer 0000Michael Greis      | 0+51,4 s       | 3+10 0+6 0+3 0+2 0+3 0+0 0+1 0+1 3+3 0+3 |
| 07    | Slowenien 0000Peter Dokl 0000Janez Marič 0000Vasja Rupnik 0000Klemen Bauer                       | 0+1:09,0 min   | 0+2 1+5 0+1 0+2 0+1 0+0 0+0 0+0 0+0 1+3  |
| 08    | Österreich 0000Simon Eder 0000Dominik Landertinger 0000Daniel Mesotitsch 0000Christoph Sumann    | 0+1:17,9 min   | 0+4 1+6 0+0 1+3 0+1 0+0 0+3 0+2 0+0 0+1  |
| 09    | Tschechien 0000Jaroslav Soukup 0000Zdeněk Vítek 0000Ondřej Moravec 0000Michal Šlesingr           | 0+1:30,9 min   | 0+4 0+9 0+0 0+3 0+2 0+2 0+2 0+1          |
| 10    | Kanada 0000Brendan Green 0000Scott Perras 0000Jean-Philippe Leguellec 0000Nathan Smith           | 0+1:36,6 min   | 0+4 0+2 0+1 0+0 0+2 0+0 0+1 0+0 0+0 0+2  |
| …     |                                                                                                  |                |                                          |

Datum: Freitag, 11. März 2011, 14:00 Uhr
Aufgrund eines Dopingvergehens von Jewgeni Ustjugow wurden die ursprünglichen Silbermedaillengewinner aus Russland nachträglich disqualifiziert. Die anderen Staffeln rückten entsprechend einen Platz auf; die Ukraine erhielt die Silber- und Schweden die Bronzemedaille.

## Resultate Frauen

### Sprint 7,5 km
| Platz | Sportlerin          | Zeit/Rückstand | Schießfehler |
| ----- | ------------------- | -------------- | ------------ |
| 01    | Magdalena Neuner    | 020:31,2 min   | 0 (0+0)      |
| 02    | Kaisa Mäkäräinen    | +12,2 s        | 0 (0+0)      |
| 03    | Anastasiya Kuzmina  | +40,0 s        | 1 (0+1)      |
| 04    | Olga Saizewa        | +47,7 s        | 0 (0+0)      |
| 05    | Helena Ekholm       | +1:01,0 min    | 0 (0+0)      |
| 06    | Jekaterina Jurlowa  | +1:16,3 min    | 0 (0+0)      |
| 07    | Tora Berger         | +1:23,0 min    | 2 (1+1)      |
| 08    | Marie Dorin         | +1:31,7 min    | 0 (0+0)      |
| 09    | Miriam Gössner      | +1:35,7 min    | 2 (1+1)      |
| 10    | Walentyna Semerenko | +1:38,4 min    | 1 (0+1)      |
| …     |                     |                |              |

Datum: Samstag, 5. März 2011, 14:00 Uhr

### Verfolgung 10 km
| Platz | Sportlerin         | Zeit/Rückstand | Schießfehler |
| ----- | ------------------ | -------------- | ------------ |
| 01    | Kaisa Mäkäräinen   | 030:00,1 min   | 0 (0+0+0+0)  |
| 02    | Magdalena Neuner   | +21,6 s        | 2 (0+0+0+2)  |
| 03    | Helena Ekholm      | +1:43,6 min    | 0 (0+0+0+0)  |
| 04    | Andrea Henkel      | +2:00,7 min    | 0 (0+0+0+0)  |
| 05    | Tora Berger        | +2:29,0 min    | 2 (1+0+0+1)  |
| 06    | Anastasiya Kuzmina | +2:59,9 min    | 6 (2+1+0+3)  |
| 07    | Miriam Gössner     | +3:12,3 min    | 4 (0+0+4+0)  |
| 08    | Jana Gereková      | +3:15,7 min    | 3 (0+0+1+2)  |
| 09    | Dorothea Wierer    | +3:17,2 min    | 0 (0+0+0+0)  |
| 10    | Jekaterina Jurlowa | +3:24,5 min    | 3 (1+2+0+0)  |
| …     |                    |                |              |

Datum: Sonntag, 6. März 2011, 12:30 Uhr

### Einzel 15 km
| Platz | Sportlerin         | Zeit/Rückstand [min] | Schießfehler |
| ----- | ------------------ | -------------------- | ------------ |
| 01    | Helena Ekholm      | 047:08,3             | 0 (0+0+0+0)  |
| 02    | Tina Bachmann      | +2:15,8              | 2 (0+2+0+0)  |
| 03    | Wita Semerenko     | +2:52,1              | 3 (1+0+0+2)  |
| 04    | Nadseja Skardsina  | +3:01,7              | 1 (0+0+0+1)  |
| 05    | Magdalena Neuner   | +3:16,6              | 5 (0+2+1+2)  |
| 06    | Marie Dorin        | +3:49,4              | 3 (1+1+0+1)  |
| 07    | Jekaterina Jurlowa | +4:20,9              | 3 (1+1+0+1)  |
| 08    | Veronika Vítková   | +4:35,2              | 2 (0+0+1+1)  |
| 09    | Anastasiya Kuzmina | +4:36,5              | 5 (1+0+2+2)  |
| 10    | Tora Berger        | +4:44,7              | 5 (1+1+2+1)  |
| …     |                    |                      |              |

Datum: Mittwoch, 9. März 2011, 13:15 Uhr

### Massenstart 12,5 km
| Platz | Sportlerin         | Zeit/Rückstand | Schießfehler |
| ----- | ------------------ | -------------- | ------------ |
| 01    | Magdalena Neuner   | 036:48,5 min   | 4 (0+1+2+1)  |
| 02    | Darja Domratschawa | 0+4,8 s        | 3 (2+1+0+0)  |
| 03    | Tora Berger        | +14,0 s        | 3 (2+1+0+0)  |
| 04    | Kaisa Mäkäräinen   | +24,2 s        | 3 (1+1+1+0)  |
| 05    | Olga Saizewa       | +31,6 s        | 2 (0+1+0+1)  |
| 06    | Helena Ekholm      | +34,7 s        | 2 (0+1+0+1)  |
| 07    | Marie Dorin        | +39,8 s        | 1 (0+0+0+1)  |
| 08    | Marie-Laure Brunet | +44,1 s        | 2 (1+0+0+1)  |
| 09    | Anastasiya Kuzmina | +44,6 s        | 3 (1+0+2+0)  |
| 10    | Michela Ponza      | +1:10,3 s      | 2 (0+0+0+2)  |
| …     |                    |                |              |

Datum: Samstag, 12. März 2011, 12:30 Uhr
Die ursprüngliche Fünftplatzierte Teja Gregorin wurde wegen Dopings nachträglich disqualifiziert. Die anderen Athletinnen rückten entsprechend einen Platz auf.

### Staffel 4 × 6 km
| Platz | Land / Sportlerin                                                                                   | Zeit/Rückstand | Strafrunden + Nachlader                  |
| ----- | --------------------------------------------------------------------------------------------------- | -------------- | ---------------------------------------- |
| 01    | Deutschland 0000Andrea Henkel 0000Miriam Gössner 0000Tina Bachmann 0000Magdalena Neuner             | 1:13:31,1 h00  | 0+7 2+6 0+2 0+1 0+2 2+3 0+2 0+2 0+1 0+0  |
| 02    | Frankreich 0000Anaïs Bescond 0000Marie-Laure Brunet 0000Sophie Boilley 0000Marie Dorin              | 0+47,2         | 0+6 0+3 0+2 0+1 0+0 0+0 0+3 0+2 0+1 0+0  |
| 03    | Belarus 0000Nadseja Skardsina 0000Darja Domratschawa 0000Nadseja Pissarawa 0000Ljudmila Kalintschyk | 0+1:47,4 min   | 0+2 2+4 0+0 0+1 0+1 0+0 0+0 0+0 0+1 1+3  |
| 04    | Italien 0000Michela Ponza 0000Karin Oberhofer 0000Katja Haller 0000Dorothea Wierer                  | 0+2:42,7 min   | 0+0 1+7 0+0 0+0 0+0 0+3 0+0 1+3 0+0 0+1  |
| 05    | Norwegen 0000Synnøve Solemdal 0000Ann Kristin Flatland 0000Fanny Horn 0000Tora Berger               | 0+2:53,1 min   | 0+4 3+10 0+2 0+2 0+0 1+3 0+2 1+3 0+0 0+2 |
| 06    | Schweden 0000Jenny Jonsson 0000Anna Carin Zidek 0000Anna Maria Nilsson 0000Helena Ekholm            | 0+3:04,0 min   | 0+2 0+7 0+0 0+1 0+2 0+2 0+0 0+3          |
| 07    | Slowakei 0000Anastasiya Kuzmina 0000Jana Gereková 0000Martina Chrapánová 0000Martina Halinárová     | 0+4:12,7 min   | 0+1 1+11 +0 0+3 0+1 0+3 0+0 0+2 0+0 1+3  |
| 08    | Russland 0000Jekaterina Jurlowa 0000Anna Bogali-Titowez 0000Swetlana Slepzowa 0000Olga Saizewa      | 0+4:33,2 min   | 3+5 3+7 0+0 3+3 3+3 0+0 0+1 0+3 0+1 0+1  |
| 09    | Polen 0000Paulina Bobak 0000Magdalena Gwizdoń 0000Monika Hojnisz 0000Agnieszka Cyl                  | 0+4:55,5 min   | 0+4 0+5 0+1 0+0 0+2 0+1 0+1 0+2 0+0 0+2  |
| 10    | Finnland 0000Mari Eder 0000Sarianna Repo 0000Laura Toivanen 0000Kaisa Mäkäräinen                    | 0+5:24,6 min   | 1+5 0+7 1+3 0+1 0+0 0+3 0+2 0+3 0+0 0+0  |
| …     | |                |                                          |

Datum: Sonntag, 13. März 2011, 11:00 Uhr
Die ukrainische Läuferin Oksana Chwostenko wurde des Dopings überführt und der Staffel wurde daher die zunächst zugesprochene Silbermedaille aberkannt. Nachträglich erhielt Frankreich die Silber- und Belarus die Bronzemedaille.

## Mixed

### Staffel 2 × 6 km + 2 × 7,5 km
| Platz | Land / Sportler(in)                                                                             | Zeit/Rückstand | Strafrunden + Nachlader                 |
| ----- | ----------------------------------------------------------------------------------------------- | -------------- | --------------------------------------- |
| 01    | Norwegen 0000Tora Berger 0000Ann Kristin Flatland 0000Ole Einar Bjørndalen 0000Tarjei Bø        | 1:14:22,5 h00  | 0+4 0+3 0+1 0+0 0+1 0+1 0+2 0+1 0+0 0+1 |
| 02    | Deutschland 0000Andrea Henkel 0000Magdalena Neuner 0000Arnd Peiffer 0000Michael Greis           | 0+22,9 s       | 0+5 0+3 0+2 0+0 0+0 0+0 0+1 0+2 0+2 0+1 |
| 03    | Frankreich 0000Marie-Laure Brunet 0000Marie Dorin 0000Alexis Bœuf 0000Martin Fourcade           | 0+1:16,2 min   | 0+2 0+6 0+2 0+2 0+0 0+3 0+0 0+1 0+0 0+0 |
| 04    | Schweden 0000Helena Ekholm 0000Anna Carin Zidek 0000Björn Ferry 0000Carl Johan Bergman          | 0+1:35,8 min   | 0+2 1+6 0+2 0+2 0+0 1+3 0+0 0+0 0+0 0+3 |
| 05    | Italien 0000Michela Ponza 0000Katja Haller 0000Christian De Lorenzi 0000Lukas Hofer             | 0+1:55,1 min   | 0+4 0+5 0+1 0+0 0+0 0+0 0+2 0+3 0+1 0+2 |
| 06    | Österreich 0000Iris Waldhuber 0000Ramona Düringer 0000Dominik Landertinger 0000Christoph Sumann | 0+3:17,0 min   | 0+4 1+6 0+1 0+0 0+1 0+2 0+0 0+1 0+2 1+3 |
| 07    | Ukraine 0000Oksana Chwostenko 0000Wita Semerenko 0000Oleksandr Bilanenko 0000Serhij Semenow     | 0+3:20,4 min   | 1+4 1+5 1+3 0+0 0+0 1+3 0+1 0+2 0+0 0+0 |
| 08    | Finnland 0000Mari Laukkanen 0000Kaisa Mäkäräinen 0000Paavo Puurunen 0000Timo Antila             | 0+3:24,2 min   | 0+3 1+7 0+1 0+2 0+0 0+0 0+0 0+2 0+2 1+3 |
| 09    | Belarus 0000Nadseja Skardsina 0000Darja Domratschawa 0000Sjarhej Nowikau 0000Jauhen Abramenka   | 0+3:54,3 min   | 0+3 1+7 0+0 0+2 0+0 0+1 0+1 0+1 0+2 1+3 |
| 10    | Tschechien 0000Veronika Vítková 0000Gabriela Koukalová 0000Zdeněk Vítek 0000Ondřej Moravec      | 0+4:07,1 min   | 0+7 0+5 0+3 0+1 0+2 0+1 0+2 0+3 0+0 0+0 |
| …     |                                                                                                 |                |                                         |

Datum: Donnerstag, 3. März 2011, 12:30 Uhr
Die ursprünglich sechstplatzierte russische Staffel wurde wegen eines Dopingvergehens von Jewgeni Ustjugow nachträglich disqualifiziert. Die anderen Staffeln rückten entsprechend einen Platz auf.

## Medaillenspiegel

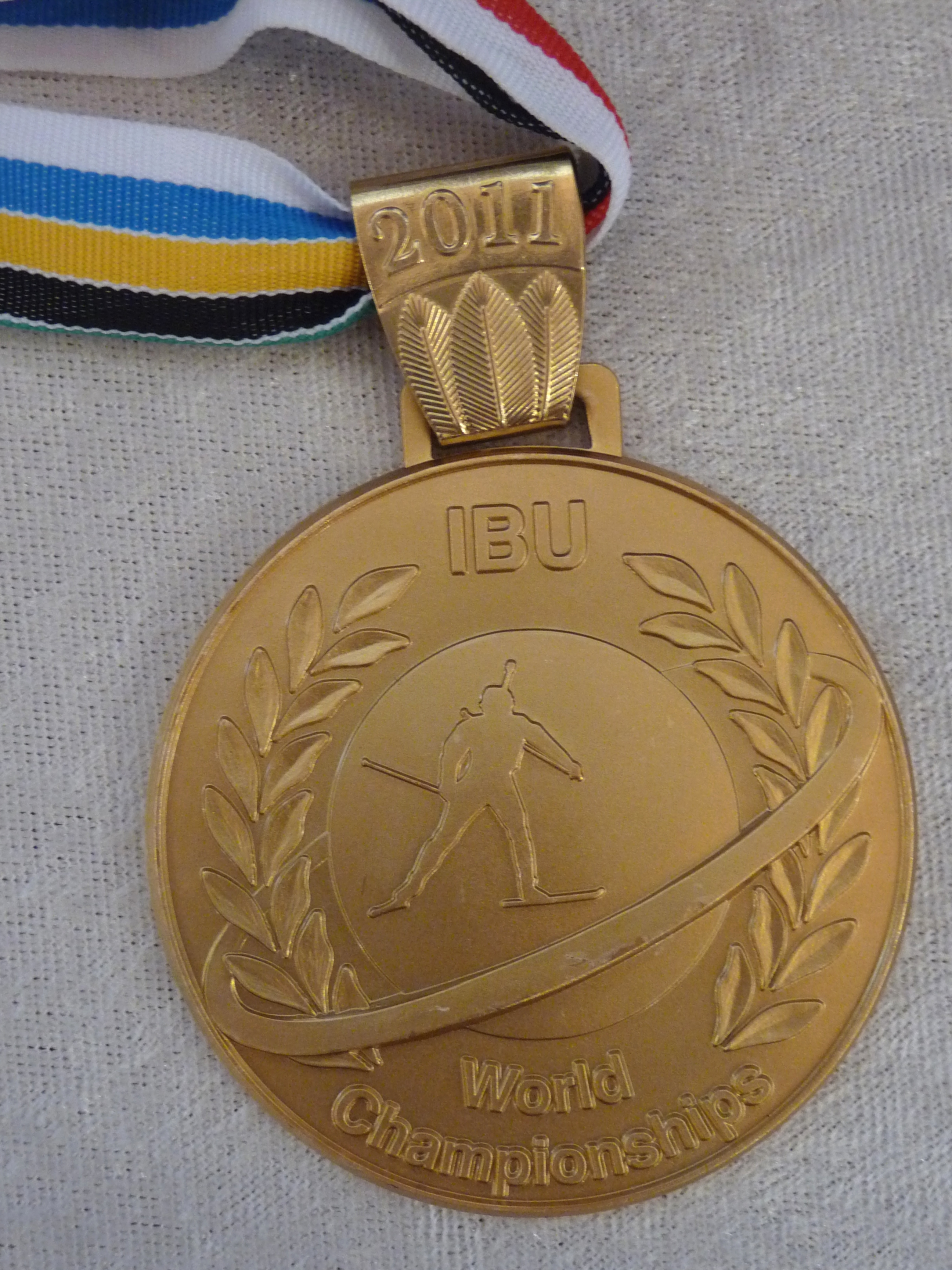
Eine Goldmedaille dieser Weltmeisterschaften

| Platz | Land        | Gold | Silber | Bronze | Gesamt |
| ----- | ----------- | ---- | ------ | ------ | ------ |
| 1     | Deutschland | 4    | 3      | 0      | 7      |
| 2     | Norwegen    | 4    | 1      | 4      | 9      |
| 3     | Frankreich  | 1    | 2      | 1      | 4      |
| 4     | Finnland    | 1    | 1      | 0      | 2      |
| 5     | Schweden    | 1    | 0      | 2      | 3      |
| 6     | Belarus     | 0    | 1      | 1      | 2      |
| 6     | Ukraine     | 0    | 1      | 1      | 2      |
| 8     | Italien     | 0    | 1      | 0      | 1      |
| 8     | Russland    | 0    | 1      | 0      | 1      |
| 10    | Österreich  | 0    | 0      | 1      | 1      |
| 10    | Slowakei    | 0    | 0      | 1      | 1      |

| Platz | Sportler             | Gold | Silber | Bronze | Gesamt |
| ----- | -------------------- | ---- | ------ | ------ | ------ |
| 01    | Tarjei Bø            | 3    | 0      | 3      | 6      |
| 02    | Emil Hegle Svendsen  | 2    | 1      | 0      | 3      |
| 03    | Ole Einar Bjørndalen | 2    | 0      | 0      | 2      |
| 04    | Martin Fourcade      | 1    | 1      | 1      | 3      |
| 05    | Arnd Peiffer         | 1    | 1      | 0      | 2      |
| 06    | Alexander Os         | 1    | 0      | 0      | 1      |
| 07    | Oleksandr Bilanenko  | 0    | 1      | 0      | 1      |
| 07    | Andrij Derysemlja    | 0    | 1      | 0      | 1      |
| 07    | Michael Greis        | 0    | 1      | 0      | 1      |
| 07    | Lukas Hofer          | 0    | 1      | 0      | 1      |
| 07    | Maxim Maximow        | 0    | 1      | 0      | 1      |
| 07    | Serhij Sednjew       | 0    | 1      | 0      | 1      |
| 07    | Serhij Semenow       | 0    | 1      | 0      | 1      |
| 14    | Carl Johan Bergman   | 0    | 0      | 1      | 1      |
| 14    | Alexis Bœuf          | 0    | 0      | 1      | 1      |
| 14    | Magnus Jonsson       | 0    | 0      | 1      | 1      |
| 14    | Björn Ferry          | 0    | 0      | 1      | 1      |
| 14    | Fredrik Lindström    | 0    | 0      | 1      | 1      |
| 14    | Christoph Sumann     | 0    | 0      | 1      | 1      |

| Platz | Sportlerin           | Gold | Silber | Bronze | Gesamt |
| ----- | -------------------- | ---- | ------ | ------ | ------ |
| 01    | Magdalena Neuner     | 3    | 2      | 0      | 5      |
| 02    | Tina Bachmann        | 1    | 1      | 0      | 2      |
| 02    | Andrea Henkel        | 1    | 1      | 0      | 2      |
| 02    | Kaisa Mäkäräinen     | 1    | 1      | 0      | 2      |
| 05    | Tora Berger          | 1    | 0      | 1      | 2      |
| 05    | Helena Ekholm        | 1    | 0      | 1      | 2      |
| 07    | Ann Kristin Flatland | 1    | 0      | 0      | 1      |
| 07    | Miriam Gössner       | 1    | 0      | 0      | 1      |
| 09    | Marie-Laure Brunet   | 0    | 2      | 0      | 2      |
| 09    | Marie Dorin          | 0    | 2      | 0      | 2      |
| 11    | Darja Domratschawa   | 0    | 1      | 1      | 1      |
| 12    | Anaïs Bescond        | 0    | 1      | 0      | 1      |
| 12    | Sophie Boilley       | 0    | 1      | 0      | 1      |
| 14    | Anastasiya Kuzmina   | 0    | 0      | 1      | 1      |
| 14    | Ljudmila Kalintschyk | 0    | 0      | 1      | 1      |
| 14    | Nadseja Pissarawa    | 0    | 0      | 1      | 1      |
| 14    | Vita Semerenko       | 0    | 0      | 1      | 1      |
| 14    | Nadseja Skardsina    | 0    | 0      | 1      | 1      |